# Circuito de Jerez
O Circuito de Jerez – Ángel Nieto (anteriormente conhecido como Circuito de Jerez e Circuito Permanente de Jerez), é um autódromo da Espanha que faz parte do calendário da MotoGP. O circuito de Jerez tem 4.428 Km.

## História

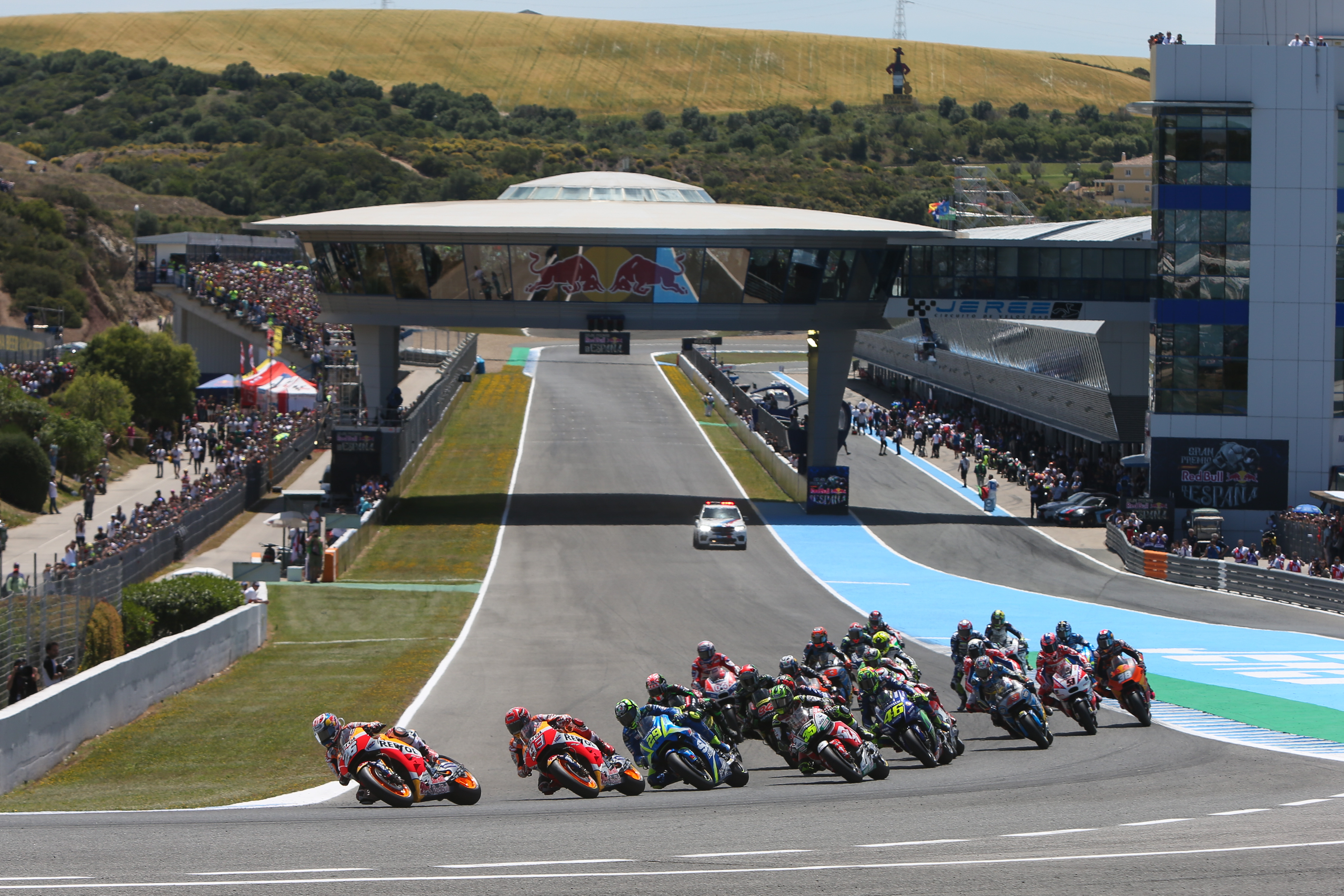
Reta principal do cicruito

O circuito foi inaugurado em 1985 e começou a ser utilizado em 1986. A pista de Jerez sediou cinco Grande Prêmio da Espanha de Fórmula 1 de 1986 até 1990; o circuito abrigou duas vezes como Grande Prêmio da Europa em 1994 e 1997. Foi no circuito de Jerez, que em 1987 o brasileiro Nelson Piquet obteve a última pole position na categoria, e em 1997, a primeira vitória do finlandês Mika Häkkinen na Fórmula 1, e também em 1997, a última prova na carreira do austríaco Gerhard Berger. Atualmente, a pista serve para testes para as equipes de Fórmula 1, corridas da V8 Supercars, Fórmula Ford e Carrera Cup, alem de sediar o Grande Prêmio da Espanha de MotoGP.
Em 3 de maio de 2018, o circuito foi renomeado ao ex-motociclista espanhol Ángel Nieto, campeão de 7 títulos na categoria 125cc e 6 títulos na 50cc.

## Vencedores de GPs em Jerez de la Frontera
Grandes Prêmios em Jerez que foram denominados como "Grande Prêmio da Europa" estão com o fundo azul claro.
| Ano                      | Piloto             | Chassi/Motor     | Resumo   |
| ------------------------ | ------------------ | ---------------- | -------- |
| 1986                     | Ayrton Senna       | Lotus-Renault    | Detalhes |
| 1987                     | Nigel Mansell      | Williams-Honda   | Detalhes |
| 1988                     | Alain Prost        | McLaren-Honda    | Detalhes |
| 1989                     | Ayrton Senna       | McLaren-Honda    | Detalhes |
| 1990                     | Alain Prost        | Ferrari          | Detalhes |
| Não houve em 1991 a 1993 |                    |                  |          |
| 1994                     | Michael Schumacher | Benetton-Ford    | Detalhes |
| Não houve em 1995 e 1996 |                    |                  |          |
| 1997                     | Mika Häkkinen      | McLaren-Mercedes | Detalhes |

## Recordes em Jerez
|                       |                  |                      |              |           |      |
| Jerez                 | País/Piloto      | Chassi/Motor         | Tempo        | Extensão1 | Ano  |
| Pole Position         | Ayrton Senna     | McLaren-Honda V10    | 1min 18s 387 | 4.218 km  | 1990 |
| Melhor Volta na Prova | Riccardo Patrese | Williams-Renault V10 | 1min 24s 513 | 4.218 km  | 1990 |

↑1  traçado antigo